# Георгиос Златкос
Георгиос К. Златкос (на гръцки: Γεώργιος Κ. Ζλάτκος) е общественик и политик от Източна Македония.

## Биография
Георгиос Златкос е роден през 1863 година в македонския град Сяр, тогава в Османската империя, в богато семейството от Мелник. Баща му К. Златков се занимава с търговия с диаманти и зърнени храни. Притежава чифлика Трънка.
Учи в Сяр и гимназия в Солун, после във френския колеж в Солун. През 1893 година става австро-унгарски консул в Сяр. Като консул по време на Гръцко-турската война в 1897 година успява да спре заповедта за избиване на гръцкото население на Нигрита и околностите му. На 14 юли 1907 година, след убийството на Димитър Гоголаков в Сяр, отново се намесва и успява да спаси града от развилнелите се мюсюлмански тълпи, като ангажира британския консул, и успява да телеграфира на валията в Солун Хюсеин Хилми паша, който пристига на другия ден в Сяр и успокоява обстановката.
След Младотурската революция в 1908 г. е обявен за почетен османски поданик. През Балканската война през 1912 година успява да спаси мюсюлманското население. При избухването на Междусъюзническата война в консулството му намират убежище 300 серчани гърци.
След присъединяването на Сяр към Гърция през 1913 година става гръцки гражданин. Избран е на 1 ноември 1920 година за депутат от ном Сяр от Обединената опозиция. Умира през 1933 година.
Носител е на среберън кръст (23 август 1908) и медал за участие в гръцката пропаганда (1937) и е регистриран като „македонски боец“ (№ 295). Носител е на 2 австроунгарски ордена, както и на италиански, сръбски, османски, германски и британски. Улица в Сяр носи неговото име.